# Peine de mort en Belgique
La peine de mort en Belgique existe légalement depuis l'indépendance de 1830 jusqu'à la loi du 10 juillet 1996. Son application était rare. La dernière exécution a eu lieu en 1950.

## Historique
Le débat au sujet de la peine de mort est contemporain des premières années de la Belgique. Édouard Ducpétiaux est le premier à soulever la question dès 1827, dans son livre De la peine de mort, dans lequel il prend position pour l’abolition.
Lorsque la Belgique accède à l'indépendance le 4 octobre 1830, la commission chargée de rédiger un projet de Constitution propose d'obliger le Parlement à débattre de l'abolition de la peine de mort dans les cinq ans suivant l'entrée en vigueur de la Constitution.
Le législateur s'inspire du Code judiciaire de Napoléon (Cours d'assises, guillotine...) et prévoit la peine de mort dans le Code pénal, celle-ci devant avoir lieu sur la place publique. Cependant, le Congrès national, quand il rédige la Constitution, insère en l'article 73 le droit au Roi de « remettre ou de réduire les peines prononcées par les juges ».

### SousLéopoldIer(1831-1865)
Une première proposition d'abolition devant la Chambre est faite durant la législature 1831-1832 par Henri de Brouckère. Le ministre de la justice est alors chargé par la Chambre de demander l'avis des cours et tribunaux. Les corps judiciaires s'étant prononcés, à une grande majorité, contre l'abolition, la proposition n'eut pas d'autre suite. Aucune condamnation n'est cependant exécutée durant près de cinq ans, le gouvernement commuant systématiquement les peines prononcées. À la suite des protestations de députés partisans de la peine de mort, qui se plaignent de ce qu'ils considèrent comme un « abus du droit de grâce », la première exécution en Belgique d'un condamné récidiviste, reconnu coupable d’assassinat, a lieu le 10 février 1835 en place publique de Courtrai. Cette exécution pousse Henri de Brouckère, et d'autres députés qui soutiennent que le nombre de crimes n'a pas augmenté durant les années précédentes, à présenter, sans succès, une nouvelle proposition d'abolition. La question sera débattue régulièrement durant le règne de Léopold Ier. En 1834, le ministre de la justice propose d'en exclure les « crimes politiques », ce qui ne sera approuvé que bien plus tard. L'abolition fera encore l'objet de votes au parlement en 1851-1852 et en 1865, cette fois avec le soutien du gouvernement. Elle sera chaque fois rejetée, mais par une majorité bien plus faible la seconde fois.
Trois cent vingt-cinq condamnations à mort sont prononcées en Belgique durant le règne de Léopold Ier. Sur ces trois cent vingt-cinq condamnés, cinquante-cinq sont exécutés. Les propositions de grâce étaient toujours discutées au Conseil des Ministres et votées à la majorité des membres, l'égalité des voix profitant au condamné.
C'est à cette époque qu'Euphrasie Deroux, en 1846, est la dernière femme exécutée en Belgique à la suite d'une condamnation de droit commun,,,.

### SousLéopold II(1865-1909)
Léopold II était totalement opposé à la peine de mort.
De 1865 à 1879, le ministre de la Justice, Jules Bara, est le premier à soutenir une politique de grâce : il introduit la commutation automatique de la peine de mort. Après lui, il n'y a plus aucune exécution capitale en Belgique avant 1918. Le nouveau code pénal de 1867 continue cependant à prévoir cette peine.

### SousAlbertIer(1909-1934)
Albert Ier n'est pas un adversaire de principe de la peine de mort.
Ainsi, le 26 mars 1918, en temps de guerre, l'assassin Émile Ferfaille est guillotiné par le bourreau français Anatole Deibler, venu expressément de Paris avec ses aides et sa guillotine : le Roi avait refusé sa grâce, jugeant son crime trop odieux. Le condamné étant militaire – il était sergent artilleur –, le gracier amenait à l'enfermer en sécurité en prison alors que ses camarades risquaient leur vie dans les tranchées.
Après la guerre, Joseph Douhard, ouvrier zingueur, né à Herstal en 1874, qui avait collaboré avec l'occupant allemand, est condamné à mort le 11 juin 1921 par le jury de la cour d’assises de Liège. Les jurés signent une pétition demandant que la peine soit exécutée, mais le ministre de la Justice, Émile Vandervelde, opposé à la peine de mort, impose de demander au Roi la grâce. Celui-ci ne peut qu'accepter afin de ne pas mettre en péril la stabilité gouvernementale.
Cinq ans plus tard, trois Allemands accusés d'avoir assassiné un officier belge sont également condamnés à mort et graciés par le Roi après un long débat au sein du Conseil des Ministres.
Après cette période, la commutation se fera à nouveau automatiquement jusqu'à la fin de la Seconde Guerre mondiale.

### Durant la régence deCharles(1944-1950)
Après la Seconde Guerre mondiale, la volonté est de punir ceux qui ont activement collaboré avec l'occupant allemand. Sur les 1 202 personnes condamnées à la peine capitale – sans compter les condamnations par contumace –, 242 sont exécutées (106 en Flandre, 122 en Wallonie et 14 à Bruxelles) entre la Libération en 1944 et la dernière en 1950 qui fut l'exécution par un peloton de gendarmerie de Philipp Schmitt, le commandant du Fort de Breendonk et de la Caserne Dossin à Malines à la suite du jugement rendu par le tribunal militaire belge le 25 novembre 1949. Les ministres de la Justice de tous les partis – le parti social-chrétien, l'UDB, le parti socialiste et le parti libéral – ayant participé au gouvernement durant cette période ayant refusé la grâce à plusieurs reprises.
Après 1950, les condamnations à mort seront à nouveau automatiquement commuées en condamnations à perpétuité.

### Application dans lescolonies
Le cas du Congo belge (1908-1960) et celui du Ruanda-Urundi est à différencier de la situation du territoire continental européen. En effet, les recours de grâce venant d'Afrique sont en majorité refusés. Les ministres des Colonies qui se chargeaient d'accepter ou non la demande de grâce au Roi étaient en effet en faveur de la peine capitale, puisqu'elle ne touchait là que des non-Européens. De cet état de fait résulte que le Roi Albert, Léopold III, le gouvernement de Londres, le Régent et le roi Baudouin ont tous refusé de gracier.
Entre 1931 et 1953 la peine de mort fut prononcée à 260 reprises et 127 condamnés furent exécutés. Aucun Belge ne fut condamné à mort dans la colonie.
Il est à noter qu'au Ruanda-Urundi fut exécuté le 30 juin 1962, la veille de l'accession du Burundi à l'indépendance, un Européen : le grec Jean Kageorgis. Ce dernier était en effet un tueur à gage et a assassiné le Premier Ministre du Burundi, le Prince Louis Rwagasore. Le ministre des Affaires étrangères Paul-Henri Spaak, de peur des troubles qu'une grâce pourrait provoquer, demande au Roi Baudouin de la refuser. C'est la dernière fois que le Chef de l'État refuse une commutation.

## La suppression définitive
Le 10 juillet 1996, la loi supprime la peine de mort du Code pénal. En 2005, le pouvoir constituant insère dans la Constitution un article 14 bis abolissant définitivement la peine de mort du droit belge. La Belgique a également ratifié les 6e et 13e protocoles additionnels de la Convention européenne de sauvegarde des droits de l'Homme qui interdisent la peine de mort aux États signataires,.